# Zoopsis matawaia
Zoopsis matawaia là một loài Rêu trong họ Lepidoziaceae. Loài này được M. A. M. Renner mô tả khoa học đầu tiên năm 2006.